# تد ریمی
تد ریمی (انگلیسی: Ted Raimi؛ زادهٔ ۱۴ دسامبر ۱۹۶۵) هنرپیشه اهل ایالات متحده آمریکا است.

## گزیده فیلمشناسی
- مرده شریر (۱۹۸۱)
- موج جرم و جنایت (۱۹۸۵)
- مرده شریر ۲ (۱۹۸۷)
- مزاحم (۱۹۸۹)
- مرد تاریکی (۱۹۹۰)
- بازی پاتریوت (۱۹۹۲)
- کندی‌من (۱۹۹۲)
- ارتش تاریکی (۱۹۹۲)
- هدف سخت (۱۹۹۳)
- خطر آشکار (۱۹۹۴)
- ارباب آرزوها (۱۹۹۷)
- ارسال به اتاق زیرشیروانی (۲۰۰۱)
- مرد عنکبوتی (۲۰۰۲)
- مرد عنکبوتی ۲ (۲۰۰۴)
- کینه (۲۰۰۴)
- بر من حکمرانی کن (۲۰۰۷)
- مرد عنکبوتی ۳ (۲۰۰۷)
- مرا به دوزخ بکشان (۲۰۰۹)
- از بزرگ و قدرتمند (۲۰۱۳)
- قتل یک گربه (۲۰۱۴)
- توئین پیکس (۱۹۹۱)
- بی‌واچ (۱۹۹۲)
- در اعماق دریا (۱۹۹۳–۱۹۹۶)
- زینا: شاهدخت جنگجو (۱۹۹۶–۲۰۰۱)
- سی‌اس‌آی: نیویورک (۲۰۰۵)
- اساتید وحشت (۲۰۰۶)
- سوپرنچرال (۲۰۰۸)
- حمله هلهله‌چی ۵۰ فوتی (۲۰۱۲)
- قتل یک گربه (۲۰۱۴)
- دوراهی (۲۰۲۳)